# 労働争議調停法
労働争議調停法（ろうどうそうぎちょうていほう、大正15年4月9日法律第57号）は、労働争議の調停手続きなどに関する日本の法律である。
1926年（大正15年）4月9日に公布され、同年7月1日に施行された。全22条。
同法や小作調停法の施行に伴い、1926年（大正15年）7月1日に治安警察法第17条が廃止され、労働者の団結権と争議権が部分的に認められるようになった。
1946年（昭和21年）に労働関係調整法の施行により廃止となった。